# علی‌اصغر بشیر هروی
علی‌اصغر بشیر هروی (زاده ۱۲۹۸ خورشیدی - درگذشته ۱ قوس (آذر) ۱۳۶۰) آزادیخواه، نویسنده، شاعر، فقیه، ادیب، مورخ و منجم اهل افغانستان بود.

## زندگی‌نامه
علی‌اصغر بشیر هروی در هرات متولد و در آن ولایت برخی علوم متداوله، علوم وفنون ادبیات فارسی و زبان عربی را فرا گرفت. بشیر در جوانی عضویت کلوپ ادبی هرات را حاصل نمود و در عین زمان به فعالیت‌های سیاسی نیز اشتغال می‌ورزید. او کارهای ادبی و نویسندگی را با مجله ادبی هرات و روزنامه اتفاق اسلام ادامه می‌داد و کارهای اداری را ابتدا با اداره ارزاق وقت و دوایر دولتی و بعداً با شرکت‌های تجارتی خصوصی به پیش می‌برد.
بشیر عمر خویش را وقف مطالعات و پژوهشهای ادبی و فرهنگی ساخت و با نگارش کتب ورساله‌ها و مقالات فراوان ادبی و عرفانی، پژوهش‌های تاریخی و استخراج‌های دقیق نجومی سهمش را در روند باروری و گسترش فرهنگ وادب کشورش بجا آورد و وجیبه خود را در برابر مشتاقان ادب و فرهنگ سرزمینش به نیکوترین وجهی اد کرد،

## ترجمان
از خدمات فرهنگی و کارکردهای چشمگیر وی، در ساحهٔ مطبوعات، یکی هم نشر جریدهٔ سیاسی، انتقادی «ترجمان (جریده))» است، که با زبان پرنیش و نوش طنز و کارتون، کاستی‌ها و نارسایی‌ها را نقادانه بیان می‌کرد. ترجمان از حمل (فروردین) ۱۳۴۷ هر هفته بصورت مرتب الی سرطان (تیر) ۱۳۵۲ به نشر می‌رسید و از جمله محبوب‌ترین نشریات غیر حکومتی در دهه ۱۳۴۰ بشمار می‌رفت.
علی‌اصغر بشیر هروی را می‌توان بحیث پایه‌گذار طنز نوین افغانستان یاد نمود. او با همکاری و مساعدت کارتونست مشهور کشور پوهاند داکتر عبدالرحیم نوین جریده سیاسی، طنزی ترجمان را که نخسیتن نشریه اختصاصی طنز در افغانستان بود تأسیس و نشر کرد.
نشر ترجمان که به کاکا ترجمان شهرت یافته بود، نقطه عطفی در تاریخ رسانه‌ها و تاریخ طنز در افغانستان به‌شمار می‌رود. «ترجمان» در همان مقطع خاص با محتویات و نشرات عوام پسند خود هسته طنزنویسی را در افغانستان بنیاد نهاد و طنزنویسان بی‌شماری را در دامن خود پرورش داد.
جریده «ترجمان» به زودی مرکز تجمع نویسندگان و طنزنویسان گردید و در همین مرکز بود که جوانان استعدادهای خود را تجربه کردند و به طنزنویسان بزرگ‌سال‌های بعد تبدیل شدند.
علی‌اصغر بشیر هروی درجریان حیات نشراتی ترجمان ضرورت اتحاد وهمبستگی روزنامه نگاران غیردولتی را بخاطر مقاومت در مقابل چالش‌های نشراتی وضع شده توسط وزارت اطلاعات و سایر نهادهای حکومتی خوب احساس می‌نمود و به تاسی از این ضرورت به همکاری مسئولان سایر جراید وروزنامه‌های غیردولتی وقت اتحادیه روزنامه نگاران غیردولتی را در کابل در همین زمان بنا نهاد و به اتفاق آرای روزنامه نگاردا ن غیردولتی، در شروع برای مدتی عهده‌دار سمت ریاست افتخاری اتحادیه نیز بود،
استادبشیر در اول قوس (آذر) ۱۳۶۰ به سن ۶۲ سالگی در حالیکه افغانستان در اشغال قوای شوروی بود در تهران درگذشت و یک روز بعد در مشهد دفن گردید.  

## ژوندون، جمهوریت، آرشیف ملی
علی‌اصغر بشیر هروی پس از عمری زندگی و خدمت در هرات به کابل مهاجرت کرد و در سال ۱۳۴۴ در هفته نامه «ژوندون» که به مدیریت مسئول نویسنده، مترجم و روزنامه‌نگار توانای کشور محمد بشیر رفیق نشر می‌شد، شامل کار شد. او با همکاری پروفیسور داکتر عبدالرحیم نوین صفحات موفق طنزو کارتون مجله را نیز در پهلوی مطالب ادبی و عرفانی ژوندون تهیه می‌نمود. موصوف پس از تأسیس نظام جمهوریت در روزنامه جمهوریت که به ریاست داکتر محمد آصف سهیل و سردبیری غلام شاه سرشار روشنی (سرشار شمالی) نشر می‌گردید به صفت همکار و عضو هیئات تحریر انجام وظیفه نمود. قبل از مهاجرت این شخصیت آزادیخواه به ایران که مدت کوتاهی پس از تجاوز شوروی وقت صورت گرفت، استادبشیر وظیفه مهم بررسی نسخ خطی موجود در آرشیف ملی افغانستان را به عهده گرفت که تهیه فهرست نسخ خطی آرشیف نیز حاصل کوشش‌های ارزشمند موصوف و سایر همکاران ایشان  پنداشته می‌شود.
سر محقق حسین فرمند در نوشته تحقیقی "علی‌اصغر بشیر هروی در حافظه آرشیف ملی افغانستان " که در شماره اول فصلنامه هری منتشره قوس (آذر) ۱۳۶۹ خورشیدی چاپ گردیده دراین رابطه می‌نگارد: "وی با دا نش و تجربه و ذوق ویژه فرهنگی در پی تهیه و ترتیب فهرست علمی این آثار (نسخ خطی) شد و به همکاری سایر کارمندان آرشیف مایل هروی، استاد توفییق، محمد عمر صدیقی، داکتر اثیر، محمد انور نیر و عبدالقدیر مشتری کار تسجیل و تشریح علمی نسخ را آغاز و در گسترده آثار موجود آرشیف در همان زمان به فرجام آورد و برای هر اثر فیش مشخص حاوی خصوصیت‌ها و ویژه گی‌های آن تهیه نمود"
علی‌اصغر بشیر دارای ذوق ادبی بی مانند بود و توانایی کامل وقزیحه و استعداد عالی در سرایش شعر داشت. وی اشعار زیاد در قالب غزل، مثنوی، قصیده، مخمس، رباعی و دو بیتی وهم اشعار زیبایی در جامه طنز و لطیفه سروده‌است که در روزنامه‌ها و نشرات داخلی و بیرون مرزی چاپ و نشر شده‌است ولی گمان بر این است که تا هنوز دیوانی از وی به چاپ نرسیده‌است. یقیناً علاقمندان و شیفتگان شخصیت والای بشیر از فرزندان وی که مشغول فعالیت‌های فرهنگی و ادبی نیزهستند و مسلماً نسخه‌هایی از چکیده‌های منظوم و آثار دل پسند وی را در اختیار دارند، توقع می‌برند که آثار چاپ نشده ومجموعه ای از اشعارایشان را بزینت چاپ بیارایند.  چند نمونه شعر  از استاد ذیلا ارائه میشود:                                          

نابغهٔ ناز                                
نالهٔ زار بر آور زدل ای ساز امشب     شاید از ناله شود عقدهٔ دل باز امشب
شب هجر است و در این گوشهٔ تنهایی نیست    جز تو ای ساز مرا مونس وهمراز امشب
آشکار است که داری چو من، ای ساز تو نیز   گله از دوری آن دلبر طناز امشب
ای صبا  ای که توئی قاصد دلباختگان     آگه از حال من، آن شوخ مرا،  ساز امشب
وز من غمزده برگوی که ای شمع طرب    پرتو لطف براین غمکده انداز امشب
تا بدام سر زلف تو گرفتار شود     مرغ دلراست بکویت سر پرواز امشب
               هیچ عاشق نکشد ناز تو بهتر ز بشیر    
                 ناز کن ناز کن ای نابغه ناز امشب   

اشک منجمد
در درون کلبه ای تاریک و سرد     بادل لبریز درد و آرزو
سر بزانو هشته نالان مادری      اشک حسرت بسته یخ برچشم او

رنگ سرخ وآتشین زندگی      کرده پرواز از رخ بیرنگ وی
گشته کم کم تیره و خاکستری     گونه ها از شدت سرمای دی

چند گام آنسوترک بر بستری     ژنده و بی رنگ و روی پینه دار
طفلکی معصوم غرق خواب بود    بیخبر از حال مام بی قرار

طفلی آثار یتیمی آشکار    از سر و سیمای رقت بار او
دست بیرحم اجل در مرگ باب    گرد غم پاشیده بر رخسار او

آسمان آنشب تو پنداری که داشت     بهر قتل خاکیان خنجر بکف
کز نسیمی سرد بود اندر فضا    دانه های برف رقصان هر طرف

باد بی انصاف سیلی می نواخت     بر رخ هرکس بدو میشد دچار
گشته بود از برف سرتا سر سپید     دامن دشت و کلاه کوهسار

در چنان شب کانزن  آشفته حال    مرگ را از جان ودل آماده بود
در فراق همسر ناکام خویش     سر بزانوی عزا بنهاده بود

طائر اندیشه اش پرپر زنان    در هوای آرزو پرواز کرد
آمدش دوران خوشبختی بیاد    شکوه ها از بخت بد آغاز کرد
یاد ایامی که بر سر سایه ای     از نهال قد همسر داشتم
وز فروغ دلنواز روی او    خانهٔ دل را منور داشتم

ای خوش آن عهدی که دل را عهد ها     بود با لبخند مهر آمیز او
خنده میزد زندگی بر روی من    از نگاه چشم روح انگیز او

یاد آن فرخنده ساعتها که داشت     چشم من با چشم او راز و نیاز
مست صهبای جوانی داشتیم      هر دو بهر یک دگر ناز ونیاز

یاد آن شبها که بودم بیخبر     با حضورش از غم و رنج جهان
می شنیدم نغمهٔ عشق و وفا     از لب پر مهر او با گوش جان

یاد آن شبها که این طفل یتیم     بابه جان میگفت و پاسخ می شنید
پاسخی شیرین تر از شهد حیات    پاسخی دلکش تر از صبح امید

یاد آن شبها که فکر آب و نان    با سر سودائیم سودا نداشت
وز فروغ و گرمی عشق و امید    ره در اینجا ظلمت و سرما نداشت

این بگفت و گشت ناگه شعله ور    آه آتشبارش از کانون دل
آهی از نومیدی وحسرت نشان    مظهر درد و گداز و خون دل

ای عجب کز گرمی آن آه داغ     سرخ شد آن روی از سرما کبود
              وآب شد آن قطره های اشک نیز
              کش بکنج دیدگان یخ بسته بود

ای عشق
چه چیزی وزکدامین جایی ای عشق   *  که هرجا مایهٔ غوغایی ای عشق
کتاب افتخارات بشر را                    *     بهین سرلوحهٔ زیبایی ای عشق
اگر جان فی المثل گلخانه باشد     *     توازخوشبوترین گلهایی ای عشق
وگر دل ساغری باشد پر ازمی         *     تودرآن نشٔه صهبایی ای عشق
گهی در کسوت زیبای مهتاب      *      زمین را روشنی افزایی ای عشق
گهی چشمک زنان درشکل اختر     *    دل از پیر وجوان بربایی ای عشق
گهی اندرلباس سبزه وگل          *        طراز دامن صحرایی ای عشق
گهی در جلوه گاه سرو قدان        *       خرام قامت رعنایی ای عشق          
گهی درگوش اهل ذوق و مستی     *   نوای بلبل شیدایی ای عشق
گهی دردیده آتش نگاهان            *       نگاه دلکش وگیرایی ای عشق
یکی دریاست، روح آدمیزاد           *    توچون گوهر درآن دریایی ای عشق
ره آورد نفیس اهل بینش        *        زسیر عالم بالایی ای عشق
جهان بی توست وحشتزای و تاریک  *   مگر مهر جهان آرایی ای عشق          
****
بشیرت را به سوزی آشنا ساز      *     ولیکن سوز پر معنایی ای عشق
بسوزان مرغ جانش را پروبال 
که  تاب شعلهٔ سینایی ای عشق

استقلال                                
ای معنی افتخار و مفهوم کمال     ای اصل وقاروشرف و عزوجلال
بی یاد تو دلخوشی نباشد بجهان   بی نام توزندگی نخواهد افغان
ای مایهٔ نیکنامی ای استقلال
تظاهر
نگاه دلنوازت را بنازم           تظاهر بر نمازت را بنازم
توسرگرم نمازو کرده نازت   مرا دیوانه، نازت را بنازم   
لبخند دل انگیز
ترا گر باور آید یا نیاید      بیادت مرغ جان پر میگشاید
به لبخند دل انگیز توسوگند  که دل هرلحظه سویت میگراید  

## تالیفات و تتبعات عرفانی و ادبی
- حالات پیر هرات چاپ ۱۳۳۰ هرات
- اسلام یا عالی‌ترین مکتب اخلاق، اطلاعاتی در مورد چاپ این اثر در دست نیست.
- حماقت‌های خودم (سوانح استاد بشیر)
- برخی از اندیشه‌های عرفانی پیر هرات چاپ ۱۳۵۵ کابل
- تحشیه و تعلیق "مقامات شیخ الاسلام جامی" چاپ ۱۳۵۵ کابل
- شاهراه تورغندی هرات - قندهار چاپ ۱۳۴۴ کابل
- تکمله حواشی نفحات الانس چاپ ۱۳۴۳ کابل، کاپی پی دی اف این کتاب از طریق اینترنت (سایت ketabnak.com) قابل دسترسی است.
- هزار و یک حکایت ادبی و تاریخی (جلد اول) چاپ ۱۳۴۶ کابل
- خمیرخان، مجموعه مطالب و اشعار طنزی شماره‌های مختلف جریده ترجمان در مورد سمبول وکالت پارلمان آن موقع، چاپ ۱۳۵۳ کابل
- فرهنگ اصطلاحات نجوم (شنیده می‌شود که تحت چاپ است)
- نجوم و احکام نجوم ، قسمتهایی از این کتاب در شماره هایی از مجله ژوندون سال های ۱۳۵۲ و ۱۳۵۳ نشر شده است. ولی بصورت کتاب چاپ نگردیده.
- شناسنامه جامی نسخه دست‌نویس این کتاب تحت شماره ۱۱۹/۲۵ در آرشیف ملی موجود است
- سیری در ملک سنایی چاپ ۱۳۵۶ کابل
- شیوهٔ داستانسرایی امیر خسرو، اطلاعاتی در مورد چاپ این اثر در دسترس نیست.
- اندیشه‌های عرفانی پیرهرات چاپ ۱۳۷۴ انتشارات اساطیر تهران. گمان می‌رود این چاپ مجدد کتاب "برخی از اندیشه‌های عرفانی پیر هرات " باشد.
- منطق بزبان ساده، اثر پر ارزشی از بشیر که بصورت پاورقی در روزنامه بیدار مزارشریف چاپ می‌شد
- ده‌ها اثر پژوهشی ادبی و عرفانی منجمله تحقیقی دربارهٔ کلمه امی، برگردان قصیده معروف برده از عربی و صدها مقاله ادبی و پژوهشی،

## فرزندان
- استاد بشیر هفت فرزند داشتند شامل چهار دختر و سه پسر که با خانواده‌های شان در خارج از افغانستان اسکان دارند. پسران بشیر نیز در ساحات ادب و فرهنگ فعالیت‌هایی داشته‌اند از جمله رضا مؤدب بشیری مؤلف کتاب امثال موزون در ادب فارسی است که از طرف سازمان میراث فرهنگی ایران در سال ۱۳۷۵ خورشیدی در تهران بچاپ رسیده‌است، محمد مهدی بشیر (قبلاً عضو هیت تحریر روزنامه انیس و مدیر مسؤول مجله د کمکیانو انیس) مسؤول انتشار سایت اینترنتی ادبی اجتماعی ۲۴ ساعت است و قیوم بشیر هروی (شاعر و نویسنده، و قبلا مسئول نشریه های پیام شهدأ در پشاور ، افغانستان و جهان امروز در ادیلاید و گلبرگ چاپ ملبورن آسترالیا). از قیوم بشیر تاکنون چند مجموعه شعر نیز چاب گردیده‌است.
- تعداد نوه‌های وی بیش از بیست گفته شده‌است، منجمله فرشاد بشیر، که در فعالیت‌های سیاسی مصروف است و اولین افغانستانی‌تبار است که مدتی عضو پارلمان هالند بود.